# 윈저 (버크셔주)

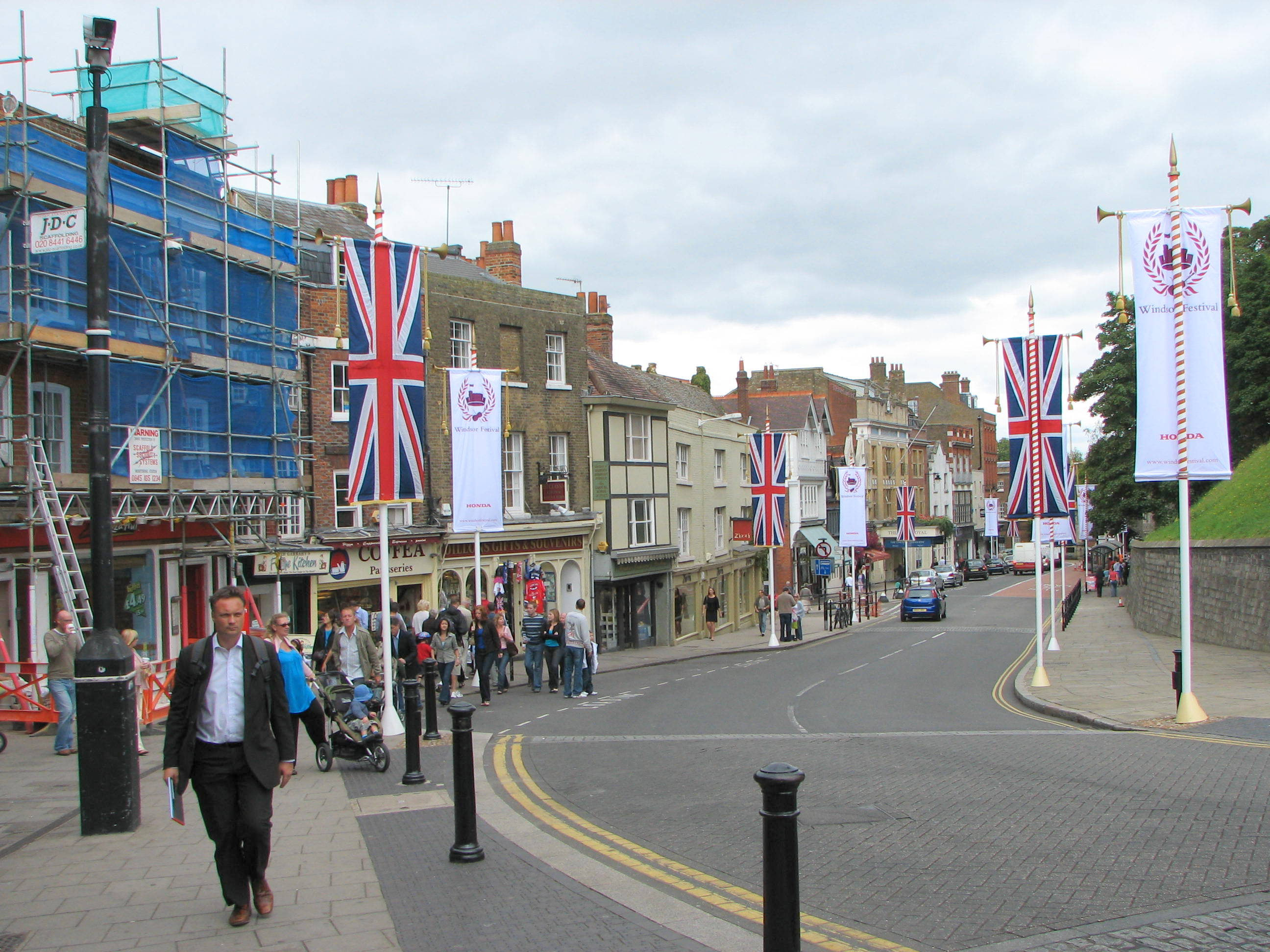
윈저

윈저(Windsor)는 영국 버크셔주의 도시로, 인구는 2021년 조사 기준 31,560명이다. 영국 왕의 대표적인 공식 주거지인 윈저 성의 소재지이다.